# Грудзинська Оксана Аркадіївна
Грудзи́нська Окса́на Арка́діївна (28 липня 1923, Москва — 11 січня 2024) — українська художниця декоративного і монументального мистецтва, заслужений художник Української РСР (1990), член Національної спілки художників України.

## Біографія
У 1947 році закінчила Московський інститут декоративного і прикладного мистецтва, її педагогами з фаху були відомі художники Олександр Дейнека, Роберт Фальк. Дипломною роботою молодої художниці стало керамічне панно «Українські танці».
З серпня 1947 року працювала у Експериментальних майстернях художньої кераміки Інституту архітектури Академії будівництва і архітектури УРСР під керівництвом Н. І. Федорової. Понад 20 років в майстерні художниця створювала різномані панно, вставки, розписні полумиски, вази та куманці. Декоративні вази та блюда Оксани Грудзинської графічно чіткі, фарби розписів стримані та лаконічні.
З початку 1970-х років Оксана Грудзинська працювала в комбінаті монументального та декоративного мистецтва Художнього фонду України. Виконала ряд замовлень керамічних панно, мозаїчне панно.
У 1990—2010 роках викладала композицію на кафедрі кераміки Інституту декоративно-прикладного мистецтва та дизайну.
Померла 10 січня 2024 року в Києві у віці 100 років.

## Основні твори
Оформлення станції метро «Хрещатик» (1960, творча група: архітектор Микола Коломієць, технолог Ніна Федорова, художник Оксана Грудзинська, виконавець Ганна Шарай).

## Зображення

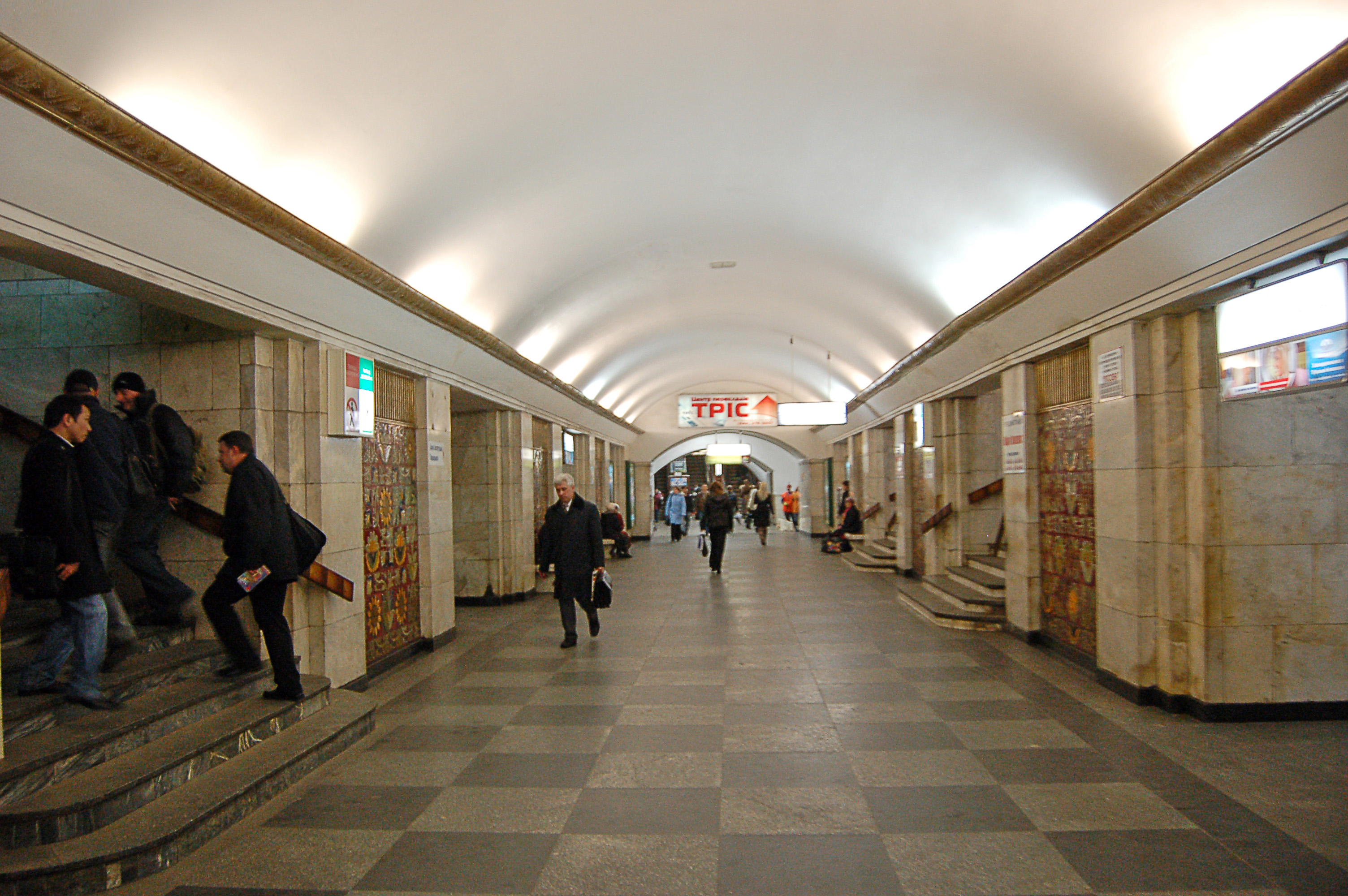
Платформа станції метро «Хрещатик»
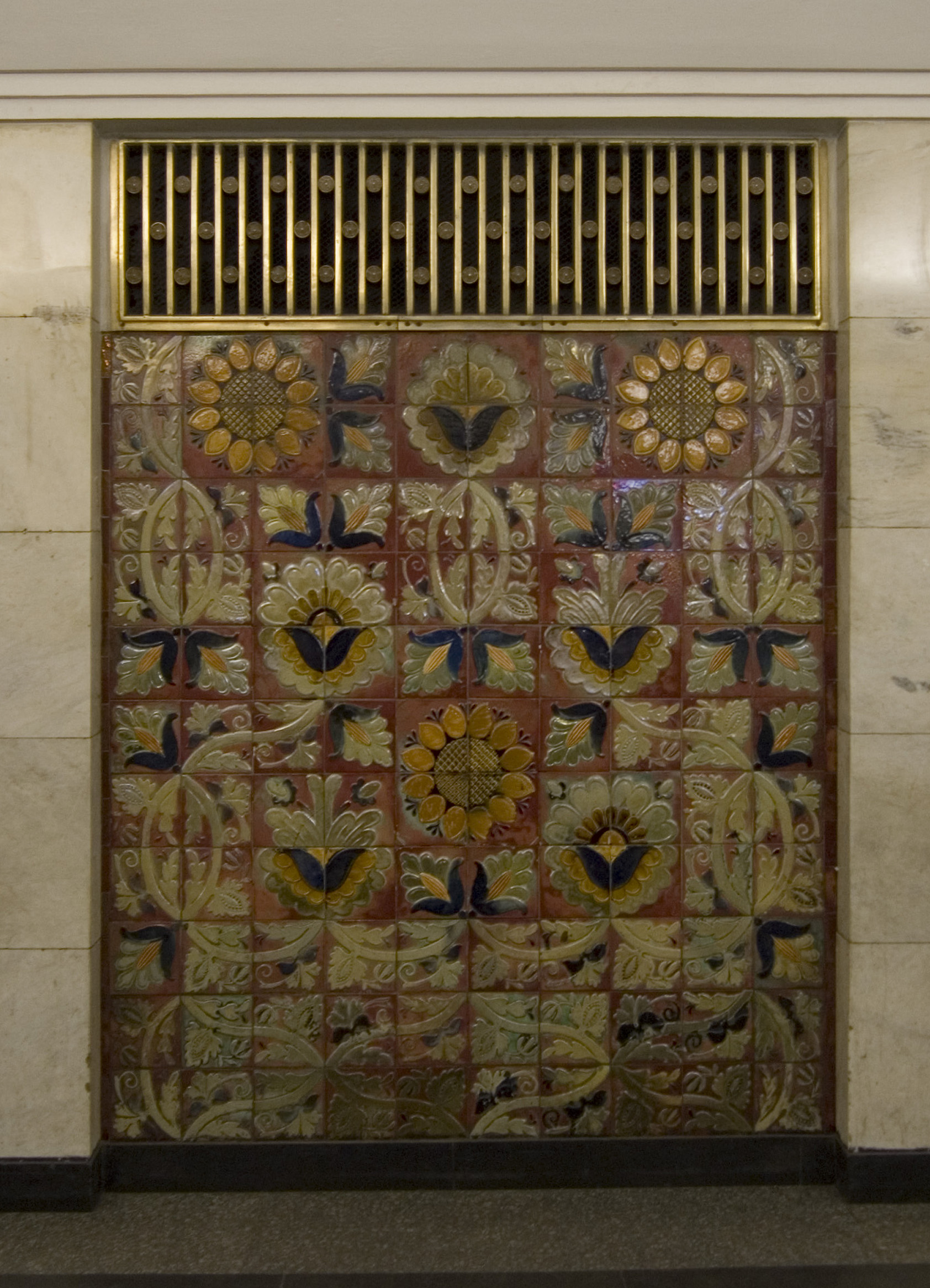
Декоративне панно на станції «Хрещатик»